# 官職の唐風改称
官職の唐風改称（かんしょくの とうふう かいしょう）とは、天平宝字2年（758年）当時の実力者藤原仲麻呂（恵美押勝）によって推進された、中央の官司名や職名を唐風に改称した政策である。

## 経緯
仲麻呂は光明皇太后の力を借りて朝廷を次第に掌握していった。仲麻呂は大陸の先進文化の導入に非常に意欲的だった。紫微中台は、天平宝字2年（758年）の改称以前から存在した官司であるが、名称は玄宗の時代の「紫微省」と、則天武后の時代の「中台」に由来する。長官は当初「紫微令」であったが、天平勝宝9歳（757年）に紫微内相に改められた。
天平宝字2年（758年）に淳仁天皇が即位すると政治の全権を握り朝廷の唐風化を積極的に推進していった。8月25日、百官の名号が仲麻呂らの奏上によって改められた。8月28日付で新官職名「左勇士衛督」（旧：左衛士府督）で署名された文書があり、改正は即日施行されたと見られる。
改称はすべての官司や官職に及んだわけではなく、省以下の寮司では図書寮と陰陽寮だけが改称され（仲麻呂が儒教経典や暦算を重視したためとみられる）、四等官の職名も太政官と中衛府のみが対象となった（仲麻呂が両者を行政・軍事の拠点としたためとみられる）。
唐では玄宗によって713年・752年に官号改正が行われており、その先例に倣ったとみられる。八省に五常の徳目を用いていることについては、渤海の六部に倣ったという見方がある。
これらは天平宝字8年（764年）の仲麻呂の敗死によってすべて旧制に戻された。

## 改称した官司・官職の一覧

### 官司
- 太政官 → 乾政官
- 紫微中台 → 坤宮官
- 中務省 → 信部省
- 式部省 → 文部省（ぶんぶしょう）
- 治部省 → 礼部省
- 民部省 → 仁部省
- 兵部省 → 武部省
- 刑部省 → 義部省
- 大蔵省 → 節部省
- 宮内省 → 智部省
- 図書寮 → 内史局
- 陰陽寮 → 大史局
- 弾正台 → 糾政台
- 衛士府 → 勇士衛
- 衛門府 → 司門衛
- 兵衛府 → 虎賁衛（こほんえい）
- 中衛府 → 鎮国衛

### 官職
- 太政大臣 → 大師
- 左大臣 → 大傅
- 右大臣 → 大保
- 大納言 → 御史大夫
- 大将 → 大尉
- 少将 → 驍騎将軍
- 員外少将 → 次将
- 左右京職大夫 → 左右京兆尹（左京職と右京職を統合し、「左右京兆」の長官として「尹」を置いた[3]）

## その他
官職の唐風改称と関連して以下の事柄も唐風になった。
- 君主やその祖先に対する尊号奉献がしばしば行われた。玄宗の施策に倣ったものとされる[4]。
  - 758年、孝謙上皇に宝字称徳孝謙皇帝、光明皇太后に天平応真仁正皇太后の尊号を贈り、亡き聖武天皇に勝宝感神聖武皇帝の諡号を追贈した。
  - 759年、淳仁天皇の父、舎人親王には唐風諡号崇道尽敬皇帝（すどうじんきょうこうてい）と追尊、母の当麻山背に「大夫人」の号を追贈した[5]。
  - 760年、藤原不比等に「淡海公」の称号を付与[6]。『公卿補任』によれば藤原不比等は「文忠公」の称号を与えられているが、これも同時期と推測される[6]。
  - 淡海三船が神武天皇からの漢風諡号を一括撰進した時期について、仲麻呂政権期（762～764年）という推定がある[7]。
  - 758年、仲麻呂の姓に恵美の二字を加え、押勝と改名したことも、一種の尊号とする説がある[8]。
- 君主や貴人の名を避ける避諱の制度（律令制以前の日本にはなかった）が唐に倣って導入された[9]。
  - 757年3月、藤原氏の部民であった「藤原部」を「久須原部」に、王族の部民であった「君子部」を「吉美侯部」に改めた[10]。
  - 「不比等」や「鎌足」の名の使用を禁じた[11]。これにより「不比等」を連想させる「史」姓は「毗登」姓に改められた[12]。
  - 現在の天皇や后などの御名の使用が禁止された[12]。
- 天平以後、749年から770年まで四字年号が採用された（天平感宝・天平勝宝・天平宝字・天平神護・神護景雲）[13]。則天武后が695年から697年にかけて四字年号（天冊万歳・万歳登封・万歳通天）を使用した先例がある。すべてに仲麻呂が関わったわけではなく（天平感宝改元時には橘諸兄や藤原豊成より下位の正三位式部卿にすぎず、また仲麻呂失脚後も変更はされていない）[14]、光明皇后の意向やそれを重視した孝謙天皇の意向が考えられるが[14]、少なくとも天平宝字改元（757年）について、仲麻呂は瑞祥出現を演出して深く関与した[15]。
- この時期、藤原八束・千尋兄弟 → 真楯・御楯、藤原弓取→真先など、有力な官人の改名が相次いだ。
- 天平勝宝7・8・9年（755年 - 757年）は「年」ではなく「歳」と呼んだ[16]。孝謙天皇が「思うところあって」改めたものであるが、唐で玄宗が744年に「天宝3載」と改めたことが、754年に帰国した遣唐使から報告されたものと考えられる[17]。『爾雅』釈天篇によれば、年号を表す文字として堯・舜や夏の時代に「歳」「載」を用いたという[18]。
- 758年正月、「民の患苦を親しく問う」ために問民苦使（もみくし）が各道に派遣された。唐の観風俗使に倣った政策と評価される[19]
- 760年3月、開基勝宝（金貨）・大平元宝（銀銭）・万年通宝（銅銭）の3種を新たに発行し、旧銭の和同開珎に対しそれぞれ1000倍・100倍・10倍の価値を付与した。新銭に旧銭の10倍の価値を付与することは唐に倣ったもので[20]、758年に唐が改鋳（乾元重宝・重輪乾元）を行った情報を渤海国経由で入手した可能性がある[20]。
- 仲麻呂は父祖三代を顕彰する『藤氏家伝』を編纂したが[21]、「『六韜』を諳んじた」「天智天皇が鎌足を張良に喩えた」など、鎌足の描写に中国的な逸話が盛り込まれたという見方がある[22]。
- 正史編纂事業として、『続日本紀』編纂が開始された[23]。
- 近江国に陪都として「北京」を置き、保良宮を造営した[24]。則天武后が太原府を北都と改め（690年）、玄宗が北都を北京に改めた（742年）のを意識したという見方がある[25]。